# Championnat de Roumanie masculin de handball
Le championnat de Roumanie masculin de handball (en roumain : Liga Națională) est le plus haut niveau des clubs masculins de handball en Roumanie. La compétition est créée en 1932 dans sa version à onze joueurs en plein air et en 1958 dans sa version à sept joueurs. 
Le championnat compte 14 équipes pour la saison 2024-2025
Avec 28 championnats remportés, le Steaua Bucarest est le plus titré devant le Dinamo Bucarest qui a remporté en 2025 son 21e championnat.

## Clubs de l'édition 2024-2025
| Club                  | Salle                                | Capacité |
| --------------------- | ------------------------------------ | -------- |
| CSM Bacău             | Palais des sports de Bacău           | 2000     |
| CSM Bucarest          | Salle polyvalente (en)               | 1500     |
| HC Buzău              | Palais des sports de "Romeo Iamandi" | 1868     |
| CSM Constanța         | Palais des sports de Constanța       | 2100     |
| Dinamo Bucarest       | Salle polyvalente du Dinamo (en)     | 2538     |
| CSM Făgăraș           | Salle Radu Negru                     | 350      |
| CSM Focșani           | Palais des sports Vrancea            | 1400     |
| CS Minaur Baia Mare   | Palais des sports de Lascăr Pană     | 2200     |
| HC Odorheiu Secuiesc  | Palais des sports                    | 1300     |
| Politehnica Timișoara | Palais des sports Constantin Jude    | 1540     |
| Potaissa Turda        | Salle de sport Gheorghe Barițiu      | 600      |
| Steaua Bucarest       | Palais des sports Concordia          | 600      |
| CSU Suceava           | Palais des sports de Suceava         | 500      |
| CSM Vaslui            | Palais des sports de Vaslui          | 1500     |

## Palmarès
Le palmarès du championnat de Roumanie est :
| Saison    | Champion                                  | Vice-champion                             | Troisième                                 |
| --------- | ----------------------------------------- | ----------------------------------------- | ----------------------------------------- |
| 1958-1959 | Dinamo Bucarest                           | Rapid Bucarest                            | Știința Timișoara                         |
| 1959-1960 | Dinamo Bucarest                           | Rapid Bucarest                            | CCA Bucarest                              |
| 1960-1961 | Dinamo Bucarest                           | Știința Timișoara                         | Tehnometal Timișoara                      |
| 1961-1962 | Dinamo Bucarest                           | Steaua Bucarest                           | Tehnometal Timișoara                      |
| 1962-1963 | Steaua Bucarest                           | Dinamo Bucarest                           | Dinamo Brașov                             |
| 1963-1964 | Dinamo Bucarest                           | Steaua Bucarest                           | Dinamo Brașov                             |
| 1964-1965 | Dinamo Bucarest                           | Steaua Bucarest                           | Dinamo Brașov                             |
| 1965-1966 | Dinamo Bucarest                           | Steaua Bucarest                           | Universitatea Bucarest                    |
| 1966-1967 | Steaua Bucarest                           | Dinamo Bucarest                           | CSU PM Timișoara                          |
| 1967-1968 | Steaua Bucarest                           | Dinamo Bucarest                           | Dinamo Bacău                              |
| 1968-1969 | Steaua Bucarest                           | Dinamo Bucarest                           | Universitatea Cluj                        |
| 1969-1970 | Steaua Bucarest                           | Dinamo Bucarest                           | Universitatea Cluj                        |
| 1970-1971 | Steaua Bucarest                           | Dinamo Bucarest                           | Universitatea Bucarest                    |
| 1971-1972 | Steaua Bucarest                           | Dinamo Bucarest                           | Universitatea Bucarest                    |
| 1972-1973 | Steaua Bucarest                           | Universitatea Bucarest                    | Dinamo Bucarest                           |
| 1973-1974 | Steaua Bucarest                           | Dinamo Bucarest                           | HC Minaur Baia Mare                       |
| 1974-1975 | Steaua Bucarest                           | Dinamo Bucarest                           | HC Minaur Baia Mare                       |
| 1975-1976 | Steaua Bucarest                           | Dinamo Bucarest                           | HC Minaur Baia Mare                       |
| 1976-1977 | Steaua Bucarest                           | Dinamo Bucarest                           | Dinamo Ploiești                           |
| 1977-1978 | Dinamo Bucarest                           | Steaua Bucarest                           | HC Minaur Baia Mare                       |
| 1978-1979 | Steaua Bucarest                           | CSU PM Timișoara                          | Dinamo Bucarest                           |
| 1979-1980 | Steaua Bucarest                           | HC Minaur Baia Mare                       | Știința Bacău                             |
| 1980-1981 | Steaua Bucarest                           | HC Minaur Baia Mare                       | Dinamo Bucarest                           |
| 1981-1982 | Steaua Bucarest                           | Dinamo Bucarest                           | HC Minaur Baia Mare                       |
| 1982-1983 | Steaua Bucarest                           | Dinamo Bucarest                           | HC Minaur Baia Mare                       |
| 1983-1984 | Steaua Bucarest                           | Dinamo Bucarest                           | HC Minaur Baia Mare                       |
| 1984-1985 | Steaua Bucarest                           | HC Minaur Baia Mare                       | CSU PM Timișoara                          |
| 1985-1986 | Dinamo Bucarest                           | Steaua Bucarest                           | CSU PM Timișoara                          |
| 1986-1987 | Steaua Bucarest                           | CSU PM Timișoara                          | HC Minaur Baia Mare                       |
| 1987-1988 | Steaua Bucarest                           | Dinamo Bucarest                           | HC Minaur Baia Mare                       |
| 1988-1989 | Steaua Bucarest                           | Dinamo Bucarest                           | HC Minaur Baia Mare                       |
| 1989-1990 | Steaua Bucarest                           | Dinamo Bucarest                           | HC Minaur Baia Mare                       |
| 1990-1991 | CSU PM Timișoara                          | Dinamo Bucarest                           | Universitatea Craiova                     |
| 1991-1992 | Universitatea Craiova                     | HC Minaur Baia Mare                       | Steaua Bucarest                           |
| 1992-1993 | Universitatea Craiova                     | HC Minaur Baia Mare                       | Steaua Bucarest                           |
| 1993-1994 | Steaua Bucarest                           | HC Minaur Baia Mare                       | Universitatea Craiova                     |
| 1994-1995 | Dinamo Bucarest                           | HC Minaur Baia Mare                       | Universitatea Craiova                     |
| 1995-1996 | Steaua Bucarest                           | Fibrex Piatra Neamț                       | HC Minaur Baia Mare                       |
| 1996-1997 | Dinamo Bucarest                           | Steaua Bucarest                           | HC Minaur Baia Mare                       |
| 1997-1998 | HC Minaur Baia Mare                       | Fibrex Săvinești                          | Steaua Bucarest                           |
| 1998-1999 | HC Minaur Baia Mare                       | Steaua Bucarest                           | Fibrex Săvinești                          |
| 1999-2000 | Steaua Bucarest                           | Fibrex Săvinești                          | Universitatea Cluj                        |
| 2000-2001 | Steaua Bucarest                           | Fibrex Săvinești                          | Dinamo Bucarest                           |
| 2001-2002 | Fibrex Săvinești                          | Dinamo Bucarest                           | HCM Constanța                             |
| 2002-2003 | Fibrex Săvinești                          | Dinamo Bucarest                           | HC Minaur Baia Mare                       |
| 2003-2004 | HCM Constanța                             | Dinamo Bucarest                           | HC Minaur Baia Mare                       |
| 2004-2005 | Dinamo Bucarest                           | HCM Constanța                             | HC Minaur Baia Mare                       |
| 2005-2006 | HCM Constanța                             | Dinamo Bucarest                           | Steaua Bucarest                           |
| 2006-2007 | HCM Constanța                             | Steaua Bucarest                           | Dinamo Bucarest                           |
| 2007-2008 | Steaua Bucarest (28)                      | HCM Constanța                             | CS UCM Reșița                             |
| 2008-2009 | HCM Constanța                             | CS UCM Reșița                             | Dinamo Bucarest                           |
| 2009-2010 | HCM Constanța                             | CS UCM Reșița                             | CS Târgu Jiu                              |
| 2010-2011 | HCM Constanța                             | HC Odorheiu Secuiesc                      | Bucovina Suceava                          |
| 2011-2012 | HCM Constanța                             | CS Știința MD Bacău                       | HC Odorheiu Secuiesc                      |
| 2012-2013 | HCM Constanța                             | CS Știința MD Bacău                       | HC Odorheiu Secuiesc                      |
| 2013-2014 | HCM Constanța (9)                         | CS Știința MD Bacău                       | AHC Potaissa Turda                        |
| 2014-2015 | HC Minaur Baia Mare                       | CSM Bucarest                              | Dinamo Bucarest                           |
| 2015-2016 | Dinamo Bucarest                           | CSM Bucarest                              | Politehnica Timișoara                     |
| 2016-2017 | Dinamo Bucarest                           | CSM Bucarest                              | AHC Potaissa Turda                        |
| 2017-2018 | Dinamo Bucarest                           | Steaua Bucarest                           | AHC Potaissa Turda                        |
| 2018-2019 | Dinamo Bucarest                           | HC Dobrogea Sud Constanța                 | AHC Potaissa Turda                        |
| 2019-2020 | Arrêté du fait de la pandémie de Covid-19 | Arrêté du fait de la pandémie de Covid-19 | Arrêté du fait de la pandémie de Covid-19 |
| 2020-2021 | Dinamo Bucarest                           | AHC Potaissa Turda                        | HC Dobrogea Sud Constanța                 |
| 2021-2022 | Dinamo Bucarest                           | CS Minaur Baia Mare                       | HC Dobrogea Sud Constanța                 |
| 2022-2023 | Dinamo Bucarest                           | CS Minaur Baia Mare                       | CSM Constanța                             |
| 2023-2024 | Dinamo Bucarest                           | CSM Constanța                             | CS Minaur Baia Mare                       |
| 2024-2025 | Dinamo Bucarest (21)                      | AHC Potaissa Turda                        | ACS HC Buzău 2012                         |

## Bilan par club
| Rang | Club                           | Titres | Années |
| ---- | ------------------------------ | ------ | --- |
| 1    | Steaua Bucarest                | 28     | 1963, 1967, 1968, 1969, 1970, 1971, 1972, 1973, 1974, 1975, 1976, 1977, 1979, 1980, 1981, 1982, 1983, 1984, 1985, 1987, 1988, 1989, 1990, 1994, 1996, 2000, 2001, 2008 |
| 2    | Dinamo Bucarest                | 21     | 1959, 1960, 1961, 1962, 1964, 1965, 1966, 1978, 1986, 1995, 1997, 2005, 2016, 2017, 2018, 2019, 2021, 2022, 2023, 2024, 2025                                           |
| 3    | CSM/Dobrogea Sud/HCM Constanța | 9      | 2004, 2006, 2007, 2009, 2010, 2011, 2012, 2013, 2014 |
| 4    | CS Minaur Baia Mare            | 3      | 1998, 1999, 2015 |
| 5    | Fibrex Săvinești               | 2      | 2002, 2003 |
| 5    | Universitatea Craiova          | 2      | 1992, 1993 |
| 7    | CSU PM Timișoara               | 1      | 1991 |
| -    | Non décerné                    | 1      | 2020 |